# Ивана Вујић (музичарка)
Ивана Вујић, позната под псеудонимом Иви Јенкинс (енгл. Ivy Jenkins) канадска је басисткиња рођена у Србији.

## Биографија
Свирала је бас за женски метал бенд Kittie од октобра 2007. до марта 2012. Каријеру је започела са њима тако што је у почетку замењивала болесног басисту Триш Доан крајем 2007. године, током којег је бенд одржавао концерте у Централној и Јужној Америци. Пре него што је наступала са Kittie, Иви је свирала бас за мелодични In The Wake из Торонта, у Канади. Године 2008. је званично објављено да је Иви постала пуноправна чланица Kittie, а 2009. године појавила се на њиховом петом студијском CD-у In The Black. Иви је, такође, учествовала у писању и снимању њиховог шестог албума, I've Failed You, који је објављен 15. августа 2011.
Сувласница је Umeus Cloth, линије одеће коју води заједно са Џефријем Џенкинсом. Удала се за њега 2. априла 2011.
Тренутно свира бас гитару у метал бенду Speedgod, из Лансинга, са својим мужем. У јуну 2013. године објавили су компилацију од три песме под називом Summer 2013 Demos која је доступна за бесплатно преузимање на њиховој званичној веб страници.